# ジュリア・ロンドン
ジュリア・ロンドン（Giulia Rondon, 1987年10月16日 - ）は、イタリアの元女子バレーボール選手。元イタリア代表。

## 来歴
身長189cmの高さを生かしたトスワークが魅力のセッター。2006年にイタリア代表に初選出される。2009年から本格的に国際大会に出場し、同年のモントルーバレーマスターズで正セッターとして活躍し準優勝した。また、ヨーロッパ選手権2009、グラチャンで優勝した。
2010年には2010年バレーボール・ワールドグランプリにて銅メダルを獲得した。同年10-11月開催の世界選手権で世界三大大会に初出場した。
2012年ロンドンオリンピック代表メンバーに選出されロンドン五輪に出場した。

## 球歴
- オリンピック - 2012年
- 世界選手権 - 2010年
- 欧州選手権 - 2009年

## 所属クラブ
- Esperia Cremona（2004-2005年）
- スカボリーニ・ペーザロ（2005-2006年）
- Esperia Cremona（2006-2008年）
- Sassuolo Volley（2008-2009年）
- River Volley Piacenza（2009-2010年）
- パッラヴォーロ・シリオ・ペルージャ（2010-2011年）
- GSOヴィッラ・コルテーゼ（2011年）
- Crema Volley（2011-2012年）
- GSOヴィッラ・コルテーゼ（2012-2013年）
- LJ Volley Modèna（2013-2015年）
- サヴィーノ・デルベーネ・スカンディッチ（2015-2017年）
- カザルマッジョーレ（2017-2018年）